# Figueiras
Figueiras är en ort i Spanien.   Den ligger i provinsen Asturien och regionen Asturien, i den nordvästra delen av landet, 400 km nordväst om huvudstaden Madrid. Figueiras ligger 8 meter över havet och antalet invånare är 20 000.
Terrängen runt Figueiras är kuperad söderut, men norrut är den platt. Havet är nära Figueiras norrut. Runt Figueiras är det ganska glesbefolkat, med 34 invånare per kvadratkilometer. Figueiras är det största samhället i trakten. I omgivningarna runt Figueiras växer i huvudsak blandskog.